# 王毓陽
王毓陽（1546年—？），字春裕，陝西延安府綏德州人，民籍，明朝政治人物。

## 生平
隆慶元年（1567年）丁卯科陝西鄉試第五名舉人，萬曆二年（1574年）中式甲戌科會試第二百九十九名，三甲第九十九名進士。四年任山西靜樂縣知縣。十一年八月行取工科給事中，十二年八月出為河南按察司僉事，十五年二月升湖廣右參議，十六年五月升湖廣按察司副使，調山東副使、兵備永平，十九年正月調補整飭開原等處兵備。

## 家族
曾祖王智才；祖父王相，縣丞；父王訓賢，知縣。嫡母孫氏；生母馬氏。具慶下。弟王朓陽、王矧陽。